# Gússevka
Gússevka (en rus: Гусевка) és un poble (un possiólok) de l'óblast de Vorónej, a Rússia, segons el cens del 2010 tenia 93 habitants.